# Merope tuber
Merope tuber is een schorpioenvlieg uit de familie van de Meropeidae. De wetenschappelijke naam van de soort is voor het eerst geldig gepubliceerd door Newman in 1838. Het is de enige beschreven soort in het geslacht Merope.
De soort komt voor in de Verenigde Staten en het zuidoosten van Canada.